# Veremiivka, Ciornobai
Veremiivka (în ucraineană Вереміївка) este o comună în raionul Ciornobai, regiunea Cerkasî, Ucraina, formată numai din satul de reședință. În secolul al XIX-lea, satul făcea parte din volostul Veremiivka, uezdul Zolotonoșa.

## Demografie
Componența lingvistică a comunei Veremiivka
     Ucraineană (97,53%)
     Rusă (2,47%)
Conform recensământului din 2001, majoritatea populației comunei Veremiivka era vorbitoare de ucraineană (97,53%), existând în minoritate și vorbitori de rusă (2,47%).